# Leuthold von Seven

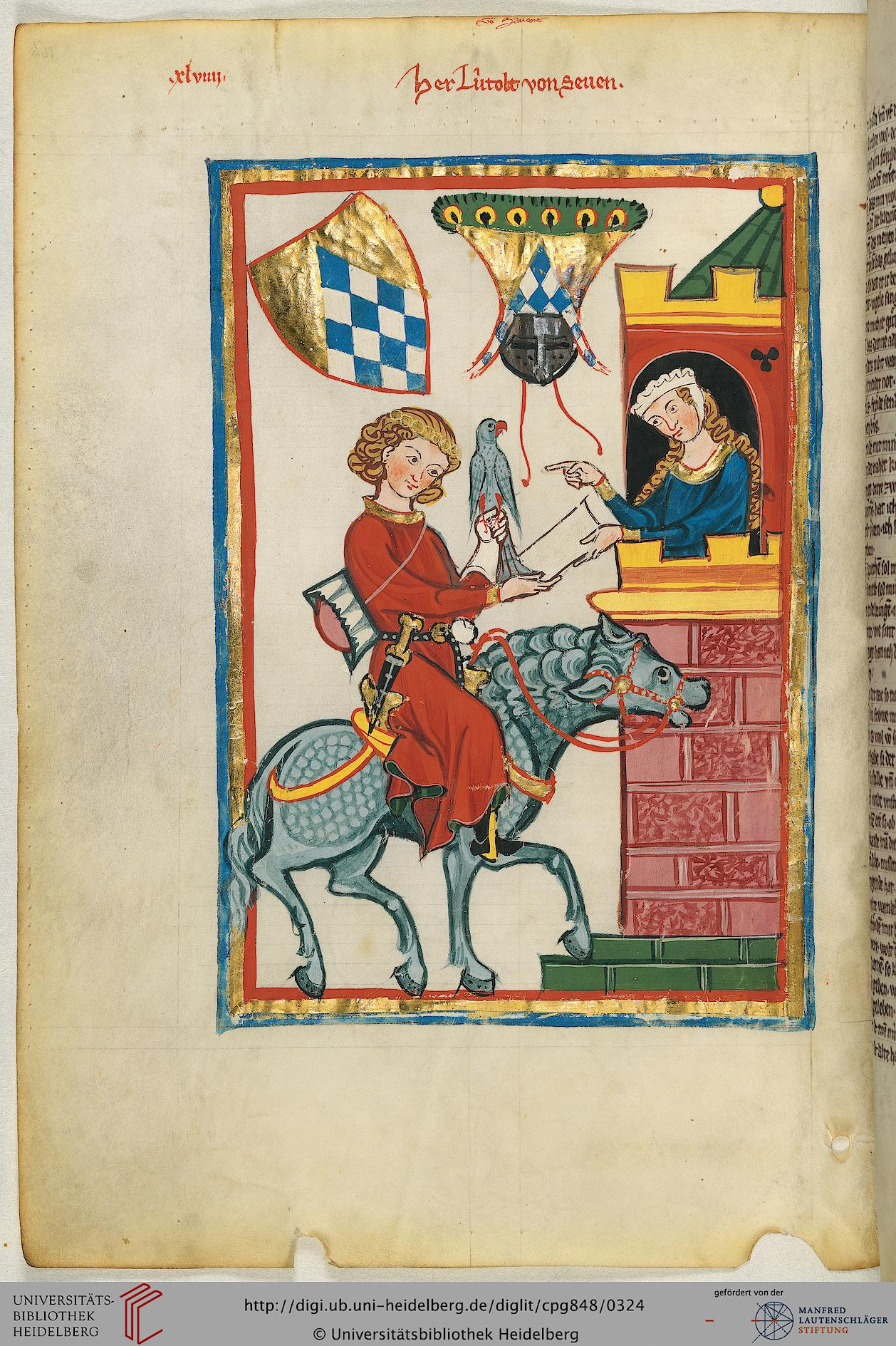
Bildliche Darstellung von Leuthold von Seven im Codex Manesse (164v)

Leuthold von Seven war ein vermutlich fahrender Minnesänger und Sangspruchdichter aus der ersten Hälfte des 13. Jahrhunderts. Er stammte wahrscheinlich aus dem Geschlecht der Herren von Safen/Saven an der Pöllauer Safen in der Steiermark. Heute werden ihm 8 Lieder mit insgesamt 18 Strophen zugesprochen.

## Leben
Lange gab es in der Forschung zu Leuthold von Seven nur sehr vage Vermutungen über Herkunft und Wirkungszeit ohne Einbeziehung historischer Quellen. Im 19. Jahrhundert glaubte man aufgrund der Lautähnlichkeit an eine Herkunft aus Säben im Eisacktal in Südtirol, was sich aber niocht erwiesen liess. Ebenso wurde das Sanntal in der damaligen Südsteiermark (heute Slowenien) als möglicher Herkunftsort des Dichters in Betracht gezogen. 1908 wurde auf den Fluss Safen bei Pöllau aufmerksam gemacht, an dem das Besitztum der Herren von Safen lag, dessen Geschlecht nach heutigen Forschungen Leuthold angehörte. Aufgrund dieser Ambivalenz bezogen sich jüngere Literaturwissenschaftler zwar auf inhaltliche Aussagen und zeitliche Bezüge im Werk des Dichters, äußerten sich jedoch nicht zu seiner Herkunft. 1986 brachte Purkarthofer Leuthold in die steirische Literaturgeschichte ein, indem er ihn in die Oststeiermark verortete. Er griff darauf auf eine urkundliche Bezeugung zurück, auf die vor ihm schon der steirische Historiker Fritz Posch verwiesen hatte. Da es sich bei Leuthold um eine Auftrags- und Lohndichtung gehandelt hat, deren Wirkung über die steirischen Grenzen hinaus von Bedeutung war, ist die Zugehörigkeit zu einem Herrengeschlecht aber noch immer umstritten. Unklar ist insbesondere, ob man ihn, wie Wiesinger 2013 vorgeschlagen hat, als ersten Minnesänger der Steiermark bezeichnen kann, noch vor Ulrich von Liechtenstein. Deshalb ist die Frage nach der Herkunft und Datierung des Sängers bis heute noch immer nicht gänzlich beantwortet.

## Werk
Die dem Dichter namentlich zugeschriebenen Werke sind in drei Handschriften überliefert: Große Heidelberger Liederhandschrift (C) (Codex Manesse), Kleine Heidelberger Liederhandschrift (A) und Weingartner Liederhandschrift (B). Nach Carl von Kraus werden Leuthold jene sechs Lieder zugesprochen, die übereinstimmend in B und C und in A unter seinem Namen überliefert sind: So findet sich ein anonymer Sangspruch in der Heidelberger Handschrift C Swelch man diu jâr hât âne muot. Dieser weist dieselbe Strophenform auf wie der unter Leutholds Namen überlieferte Spruch in A Mich wundert wie den liuten sî.
Inhaltlich weisen die Lieder eine große Vielfalt auf. Manche haben spruchhafte Züge, andere beklagen die Liebesleiden des Sängers, die schwindende Unterstützung für Dichter oder die fehlende Reife junger Männer. An der Form der Lieder erkennt man Traditionskenntnis und Gewandtheit des Dichters. Die Beliebigkeit der Stoffe seines Werks wirft ihm Reinmar der Fiedler in einer Spottstrophe vor.

## Textbeispiele
Bei Lied IV handelt es sich um ein Tagelied in einfachem Ton, in dem sich ein Wächter bei Morgenanbruch um die Liebenden sorgt:
| IV ‚Die nû bî liebe slâfen und inder sorgen gein dem tage, die ensûmen sich nu nieht. jâ fürhte ich daz man wâfen schrîe ob in: daz ist mîn klage. ich sihe wol des tages lieht.‘ alsô sprach ein wahtaere; ‚ez ist mir iemer swaere, sol in dâ von gewerren ieht.‘ | Übersetzung: ‚Jene, die bei ihrem Schatz schlafen und sich nicht um den Tagesanbruch kümmern, zeigen nun keine Eile. Ich fürchte sehr, dass man “Schande über sie!“ rufen wird: Das ist meine Sorge. Ich sehe schon das Tageslicht. ‘ Also sprach ein Wächter; ‚Es täte mir sehr Leid, sollte ihnen deswegen ein Unheil widerfahren.‘ |

Der Sangspruch VIII 1 stellt eine Heischestrophe dar, in der vom Dichter die „schame“, also die Zurückhaltung bzw. wörtlicher die Verschämtheit, mit kritischem Blick auf die Wohlhabenden diskutiert wird: Dem (lohnsuchenden) Sänger erscheint sie angesichts der Verweigerung von Freigebigkeit negativ, hingegen positiv sowohl für den Nehmenden als auch den Gebenden bei rechtzeitiger Einsicht in den allgemeinen Nutzen von Wohltaten. Diese ethische Diskussion ist ebenso so reich an sozialen Werturteilen wie an (heute kaum mehr übersetzbaren) Sprachspielen:
| VIII 1 Mich wundert wie den liuten sî, die sich der êren schament und schame hin ze rügge legent dâ man nâch ganzen êren solde ringen. wê daz ir bein ir arme ir hant ir zungen niht erlament! ir herze müeze unsaelic sîn, die sich sô gar verschamen an guoten dingen. schame ist bezzer danne silber unde golt: zwiu sol dem guot dem niemen ist ze rehte holt? swer schame hât, der mac wol friunt gewinnen. sist aller tugende ein spiegel gar: bî schame nimpt man aller guoter dinge war. jâ solten sî die rîchen gerne minnen. | Übersetzung: Ich frage mich, wie es um jene steht, die trotz ihres Ansehens genau dort Zurückhaltung üben und sich selbst dadurch belasten, wo es gelten würde, sich um hohes Ansehen zu bemühen. Oweh, dass ihre Beine, ihre Arme, ihre Hände und ihre Zunge nicht erlahmen! Ihre Herzen werden verflucht sein, weil sie sich bei Wohltaten zurückhalten! Zurückhaltung ist besser als Silber und Gold: Wozu aber dient demjenigen sein Vermögen, dem niemand gewogen ist? Wer Zurückhaltung zeigt, kann gewiss Freunde gewinnen. Sie ist ein wahrer Spiegel aller Tugenden: Erst durch Zurückhaltung werden einem alle guten Dinge bewusst. Die Mächtigen sollten sie [=diese Haltung] wirklich von Herzen schätzen! |

## Bildliche Darstellung
In der Heidelberger Liederhandschrift ist neben den Gedichten Leutholds auch eine bildliche Darstellung des Dichters zu finden. (s. o.) Das Bild zeigt ihn zu Pferd, in der linken Hand hält er einen Jagdfalken und in der rechten ein Blatt, seine Dichtung, das er einer von ihm verehrten Dame reicht. Über dem Kopf des Dichters erkennt man ein Wappenschild sowie einen Helm mit Zier. Da kein Siegel mit Wappendarstellung als Beweis für die Führung eines Wappens erhalten ist, nimmt man an, dass es sich um ein Fantasiewappen handelt. In leicht abgewandelter Form ist es heute das Wappen der Gemeinde Hofkirchen im Bezirk Hartberg-Fürstenfeld.

## Ausgabe
- Karl von Kraus: Deutsche Liederdichter des 13. Jahrhunderts. 2. Auflage. Bd. I: Text. Niemeyer, Tübingen 1978.